# Elena Arndt-Jensen
Elena Arndt-Jensen (født 29. december 1995) er en dansk skuespiller. Arndt-Jensen debuterede som 11-årig i med hovedrollen i børnefilmen Karlas Kabale (2007), og har siden medvirket i de tre efterfølgende Karla-film. Tidligere har hun haft statistroller i Tempelriddernes skat II og De unge år. Hun er medlem af Busters ungdomsjury, der består af fem unge, alle med skuespillererfaring, som kårer Nordisk Film Fondens bedste film til ungdommen.

## Film
- Karla og Jonas, 2010 (Karla)
- Karla og Katrine, 2009 (Karla)
- Karlas Kabale, 2007 (Karla)
- De unge år: Erik Nietzsche sagaen del 1, 2007 (statist)
- Tempelriddernes skat II, 2007 (statist)
- Rita, 2012- (Trine, Jeppes ekskæreste/veninde)

og andre
- Anton 90, 2015 (Ida Due)
- Dicte, 2013-2016 (S1 E7 Sille Hartman)